# Aspilota necopinata
Aspilota necopinata är en stekelart som beskrevs av Sergey A. Belokobylskij. Aspilota necopinata ingår i släktet Aspilota och familjen bracksteklar. Inga underarter finns listade.